# 愛德華多·拉米雷茲·維拉米札
愛德華多·拉米雷茲·維拉米札（Eduardo Ramírez Villamizar）（1922年8月27日 - 2004年8月24日），哥伦比亚画家和雕塑家。他被认为是哥伦比亚乃至拉丁美洲的抽象藝術、极简主义和建构主义艺术的先驱。  

## 生平
他于1922年8月27日出生于哥伦比亚潘普洛纳，他是十一个兄弟中最小的一个。他的父亲是一名珠宝商，他第一次视觉艺术创作的经历发生在他父亲的工作室。 
他和他的家人在大萧条中破产，及後于1929年搬到库库塔寻找工作和经济机会。  
1940年，他移居波哥大，在哥伦比亚国立大学学习建筑，但在1944年将重心转向绘画。  1947年，他應考卡大学的邀请，与雕塑家艾德格·内格雷特在波帕扬工作了七个月。內格雷特向拉米雷茲·維拉米札展示了他與同事和巴斯克艺术家豪爾赫·奧泰薩接触到的欧洲前卫艺术作品。 此對拉米雷茲·維拉米札随后几年的藝術风格发展产生了深远的影响。

### 晚年和逝世
他于2004年8月23日在波哥大去世，終年81歲。 

## 职业
在秘魯马丘比丘旅行后，他从印加文化中獲得灵感，创作構成主義艺术的作品。